# Josef Staab
Josef Staab (* 28. Dezember 1919 in Kiedrich; † 14. Januar 2009 auf Schloss Johannisberg in Geisenheim) war Diplom-Landwirt und Domänenrat auf Schloss Johannisberg sowie Historiker und Publizist.

## Leben
Josef Staab entstammte einer der ältesten Kiedricher Weinbaufamilien. Er besuchte dort die Volksschule bis 1931 und wechselte dann an die Städtische Höhere Schule in Eltville. Von 1934 bis 1937 besuchte er das humanistische Kaiser-Wilhelm-Gymnasium in Montabaur, wo er die Reifeprüfung ablegte.
Anschließend studierte er bis 1939 katholische Theologie in Frankfurt. Dann war er beim Reichsarbeitsdienst und wurde anschließend für die Arbeit im elterlichen Betrieb vom Wehrdienst freigestellt. Nach einer Landwirtschafts- und Winzerlehre auf Schloss Johannisberg legte er 1942 die Winzergehilfenprüfung ab.
1942 nahm Staab das Studium der Landwirtschaft an der Rheinischen Friedrich-Wilhelms-Universität Bonn auf, das er, durch Kriegsdienst unterbrochen, erst nach dem Krieg – mit sehr gutem Erfolg – abschließen konnte.
Seine berufliche Laufbahn begann der Diplom-Landwirt im Jahr 1948 am Institut für Rebenzüchtung Geilweilerhof in der Pfalz. Am 1. April 1956 wechselte er nach Schloss Johannisberg, wo er unter Paul Alfons von Metternich-Winneburg ab 1968 als Domänenrat die Fürst von Metternich-Winneburg’sche Domäne leitete. Auch als im Jahr 1980 die Domäne an Henkell & Söhnlein überging, blieb er dort bis zum Ende seines Berufslebens in leitender Position verantwortlich.

## Wirken
Staab hat viel geschrieben, sei es in Form kleiner Beiträge oder großer Publikationen und wissenschaftlicher Veröffentlichungen. Die Weinkultur war sein zentrales Thema.
In das Kiedricher Chorstift trat er 1928 als „Chorbub“ ein gehörte ihm bis 1986 als aktiver Sänger an. Er trug entscheidend dazu bei, die ursprünglichen Formen des Gregorianischen Chorals im germanischen Choraldialekt wiederzufinden und zu bewahren. Zu diesem Zweck publizierte er auch über das Kiedricher Graduale.
Einer kulturhistorischen Studie über Kiedrich und seiner Hartnäckigkeit wird zugeschrieben, dass das gotische Weindorf im Zuge der Gebietsreform in Hessen seine Selbstständigkeit behalten konnte. Staab vermittelte auch die Verschwisterung von Kiedrich mit Hautvillers.

## Ehrungen
Das Wirken von Josef Staab fand im Rheingau und insbesondere in seiner Heimatgemeinde Kiedrich viel Anerkennung:
- 1975 Ehrenbrief des Landes Hessen
- 1976 Bundesverdienstkreuz am Bande
- 1978 Ritter des Ordens des heiligen Gregor des Großen
- 1978 Ehrenbürger der Gemeinde Kiedrich
- 1982 Deutscher Weinkulturpreis
- 1987 Ehrendoktor Dr. rer. nat. h. c. der Johannes Gutenberg-Universität Mainz